# Elitismo
L'elitismo è una teoria politica basata sul principio secondo il quale il potere politico sarebbe sempre in mano a una minoranza che governa l'intera società.
Si fonda sul concetto di élite, dal latino eligere, cioè "scegliere" (quindi "scelta dei migliori"); secondo tale impostazione le diverse forme di governo sebbene basate su principi di volta in volta diversi, e solo apparentemente contraddittori sotto diversi aspetti, lasciano intatta la struttura della società che vede una leadership concentrata sul potere di una minoranza organizzata.

## Presupposti ideologici
Il punto di forza dell'élite è nell'atomizzazione della massa. Secondo l'elitismo la massa è confusa, dispersa e incapace di organizzarsi. Su questo caos si fonda la forza dell'élite, che è invece organizzata e in questo modo ottiene e mantiene il suo potere. C'è dunque una critica verso la democrazia, ma non è una critica che scaturisce da un giudizio di valore, bensì una critica quasi ontologica: la democrazia, semplicemente, non può esistere, poiché il popolo non ha le capacità di autogovernarsi e nel momento in cui si organizza esso porta automaticamente un'élite a prendere il potere. Si parla di a-democraticità dell'elitismo, non di anti-democraticità.
Per forza di cose, gli elitisti criticano anche la visione del liberalismo basato sulla separazione dei poteri (appunto perché il potere è invece monopolizzato) e criticano il socialismo perché ritengono che la società – ben lungi dall'essere divisa in classi – sia frammentata e atomizzata. La visione elitista si contrappone infine radicalmente a quella del pluralismo: quest'ultimo infatti ritiene che il potere sia largamente distribuito (e non monopolizzato) tra gruppi che si equilibrano (senza quindi formare élite).
Al momento della sua nascita la teoria dell'elitismo (seppur di matrice scientifica) era connotata da una forte valenza ideologica, in contrapposizione con le teorie della democrazia radicale e con il marxismo. Il fatto che i governanti fossero minoranza e i governati maggioranza non è una cosa nuova (lo stesso Saint-Simon lo afferma); l'elitismo però conferisce dignità scientifica a questa costante storica già osservata. Il fenomeno è proposto come qualcosa di ineluttabile nella storia della politica: i vecchi modi di considerare il governo (tripartizioni di Aristotele e Montesquieu e bipartizione di Machiavelli) sono considerati, secondo questa visione, obsoleti: sostanzialmente il sistema politico si fonda sempre sulla dicotomia massa-élite ed il suo metodo di governo andrebbe declinato secondo i dettami della scuola realista.

## La "scuola italiana"

### Gaetano Mosca e Vilfredo Pareto
Gli studiosi italiani del primo Novecento, come Gaetano Mosca e Vilfredo Pareto, furono i fondatori dell'elitismo (si parla di scuola elitista italiana).
Mosca, che usava il termine "classe politica" per riferirsi all'élite, propose il "criterio delle tre C" per descrivere il funzionamento dei detentori del potere:
- consapevolezza; i membri della classe politica sono infatti consapevoli delle loro comuni posizioni politiche, sociali ed economiche e dello stato frammentato della massa;
- coesione; a differenza delle masse, i membri della classe politica si alleano e si organizzano;
- cospirazione; i membri della classe politica mascherano il loro governo sulla massa, nascondono il fatto che vi sia un'élite al potere.

La riflessione di Mosca condotta in Elementi di scienza politica(1896) descrive il fenomeno elitista in questo modo: 
Pareto, che razionalizzò la teoria elitista anche in logica e in matematica, riteneva che i membri delle élite fossero davvero i membri migliori di una società e fossero quindi legittimati a governarla. Per questo egli utilizza il termine "aristocrazia". A differenza di Mosca ritiene che il potere non sia monopolizzato da una sola élite, ma che in ogni ambito della società (in ogni sua sotto-struttura) vi sia un'élite: in ambito economico, culturale, militare e così via. Pareto, riprendendo una differenziazione già compiuta dal Machiavelli, distingue inoltre tra un'élite di leoni e un'élite di volpi. I primi usano la coercizione, la forza (la macht) per comandare; i secondi usano la persuasione e il mascheramento (la herrschaft). Alla lunga sono le élite di volpi a perdurare, perché il loro potere poggia su una legittimità più stabile e duratura. Più che dai problemi di formazione e di costituzione delle élite, Pareto è tuttavia interessato a come le élite vengono sostituite da altre élite. A suo parere esse non sono infatti destinate a durare nel tempo, ma a essere sostituite; la storia è "cimitero di élite".

### Robert Michels
Robert Michels fu il più controverso tra gli elitisti, ma i suoi studi diedero anche la prova dell'esattezza della tesi elitista. Allievo di Max Weber, fu socialista e membro del Partito Socialdemocratico di Germania, nella corrente anarco-sindacalista. Tuttavia, nel suo studio Sociologia del partito politico (1912), egli afferma che persino nel partito socialdemocratico ci sono élite che comandano, perché ovunque vi sia organizzazione vi è anche oligarchia. È l'organizzazione stessa che produce oligarchia, è nel momento stesso in cui si tenta di dare ordine sociale al caos della massa che tende a prevalere un'élite. Lo studio di Michels, riscontrabile poi in molti altri partiti storici (anche se è stato poi criticato e rivisto in seguito) mostra poi come le oligarchie partitiche finiscono per diventare più moderate delle masse che rappresentano, diventano classiste e gelose del loro potere, si imborghesiscono e portano il partito alla moderazione e all'allontanamento dalle ideologie radicali di partenza. Michels si avvicinò poi al fascismo nell'ultima parte della sua vita, che trascorse in Italia. La tesi di Michels è stata denominata "legge ferrea dell'oligarchia": "L'organizzazione è la madre del predominio degli eletti sugli elettori. Chi dice organizzazione dice oligarchia".
Traspare dagli autori dell'elitismo della prima metà del Novecento un certo timore per il socialismo egualitario; si ha il sentore che la società stia correndo verso l'egualitarismo (percepito perciò da questi come un valore negativo) e si sente il bisogno di porre un freno all'iperdemocraticismo. Nella società si stanno affermando le istanze del darwinismo politico che inducono a considerare la politica secondo una visione ristretta. Le stesse rivoluzioni vengono spiegate e interpretate in chiave elitista: esse non sono altro che la sostituzione della classe dirigente; il popolo è solo strumentale a questa dinamica, le masse sono uno strumento di manovra in mano alle élite politiche in ascesa.
Si vuole ribaltare la filosofia della storia la quale affermava che le masse stessero andando verso il potere (rivoluzione, moti del 1848 e così via): le rivoluzioni non sono l'avvicinamento delle masse al potere, bensì lo strumento per il ricambio dirigenziale utilizzato dalle élite.
Tuttavia Gaetano Mosca non aderì al fascismo, pur essendo un conservatore, e anzi l'esperienza mussoliniana lo portò a moderare la teoria elitista.
Da molti, soprattutto in seguito alla seconda guerra mondiale, l'elitismo è stato criticato per una sua vicinanza ideologica ai fascismi. In realtà l'elitismo è una teoria politica descrittiva più che prescrittiva, cioè si limita a descrivere la realtà sociale che si delinea con la presenza dell'elitismo, senza proporre una sua visione, un metodo e delle regole da seguire. È innegabile tuttavia una vicinanza di pensiero. Michels, ad esempio, ebbe molti rapporti con Mussolini, esaltandolo anche in alcuni suoi scritti più tardi. Tuttavia nel secondo dopoguerra l'elitismo classico fu sommerso da critiche di vicinanza al fascismo e rinacque in una corrente più moderata negli Stati Uniti.
(Gianfranco Pasquino, Partiti, istituzioni, democrazie, Bologna, Il Mulino, 2014, pp. 307-308)
In effetti, "diversi partiti hanno continuato (anche dopo aver ceduto alla realtà dell’oligarchia) ad aggrapparsi ad importanti simboli della più democratica formula del partito di massa. Probabilmente è accaduto principalmente più per motivi pratici che non idealistici. Nonostante i mass media abbiano ricoperto quei ruoli che avrebbero potuto richiedere altrimenti una militanza più profonda e attiva, i partiti pigliatutto hanno avuto bisogno di un gran numero di iscritti non solo per una questione di status, ma anche per il supporto finanziario e più in generale, con le parole di Katz e Mair, come cheerleader. Tuttavia, abbandonati gli obblighi vicendevoli che legavano i partiti di massa coi loro iscritti, i partiti in generale stavano facendo un altro passo verso quello Stato naturale immaginato da Michels".

### Elitismo democratico
A partire dagli anni venti, con la pubblicazione della seconda edizione ampliata degli Elementi di scienza della politica di Mosca, la teoria della classe politica viene imponendosi per il suo valore scientifico e non per la sua connotazione ideologica: non è più una teoria destinata a circoli ultraconservatori, ma è avvicinata anche da sinceri democratici.
In seguito alla seconda stesura degli Elementi di scienza politica di Mosca prende via un nuovo approccio all'elitismo. Nella seconda edizione dell'opera moschiana si evidenzia come le classi politiche possano trarre alimento dalle classi inferiori: la teoria delle élite si può perciò conciliare con una visione democratica; il potere si configura cioè come liberal-democratico (dal basso all'alto: classe politica allargata) e non come autocratico (dall'alto al basso).
La teoria elitista è un prodotto della scienza politica italiana, come sostenuto da Norberto Bobbio; italiani sono anche i due maggiori interpreti democratici e liberali della teoria: Guido Dorso e Filippo Burzio. Dorso sostiene che in ogni società esista un'élite e descrive quali rapporti debbano intercorrere tra classe politica e resto della popolazione. La classe politica deve essere sempre pronta ad accogliere in sé nuovi elementi, essa deve essere scelta dal basso e l'autogoverno locale deve contribuire a questa selezione. Burzio esalta il ruolo delle minoranze, le quali però, secondo lui, si devono proporre e non imporre.
Quando si diffuse nella politologia internazionale, furono riuniti sotto l'etichetta di "elitisti democratici" David Truman, John Plamenatz, Robert Dahl e Giovanni Sartori.

## Neo-elitismo
Centrale rispetto alla teoria elitista è anche la figura di Harold Lasswell, il quale introduce la teoria all'interno del dibattito politologico statunitense. Egli pubblica nel 1936 Chi ottiene che cosa, quando e come; in questo libro sostiene che chi studia la politica si deve occupare esclusivamente delle élite. La massa non è di nessun interesse per uno studioso della politica. In Potere e società egli formula una scala gerarchica delle élite: l'élite più importante è quella che detiene il potere, esiste però anche un'élite di tecnici e probabilmente, visto che il mondo si sta sviluppando tecnologicamente, essa andrà ad acquisire sempre più importanza.

### Nella sociologia politica
Una nuova versione dell'elitismo si è sviluppata dal secondo dopoguerra negli Stati Uniti. Il neo-elitismo parte dal saggio di James Burnham La rivoluzione dei manager (The Managerial Revolution, 1941) in cui egli riprende la teoria delle élite e prefigura che la futura classe al comando sarà la classe dei manager: i detentori del potere saranno coloro che hanno le capacità intellettuali per mandare avanti le industrie e non più i proprietari. In seguito egli scrive I neo-machiavellici (The Machiavellians, 1943) proponendo una visione anti-statalista.
Altri studiosi hanno invece parlato di una power élite che usa i mezzi di comunicazione di massa per affermare e mantenere il proprio potere sulla massa passiva e confusa. Uno degli studi più brillanti del neo-elitismo fu svolto nel 1953 da Floyd Hunter nella città di Atlanta. Per scoprire chi fosse realmente al potere nella città Hunter svolse un'analisi reputazionale, cioè andò a chiedere ai cittadini chi secondo loro fosse al potere. Ne emerse un quadro in cui le istituzioni locali, i posti di lavoro e le scuole facevano tutte in qualche modo riferimento a un'élite economica dominante.
Fondamentale è anche l'apporto di Charles Wright Mills, il quale scrive Le élite del potere (1956), in cui muove contro l'idea degli Stati Uniti come paradiso dell'uomo comune. La società statunitense è in realtà estremamente chiusa e i poteri reali sono nelle mani di poche persone. Esistono tre élite: quella politica, quella economica e quella militare. Esse si coalizzano per impedire l'accesso al potere a persone estranee a questa cerchia. Ad esempio: la figlia di un generale sposerà il figlio di un grande industriale; da un'élite si passa quindi a un'altra (lampante è il caso di Eisenhower che da generale diventa presidente degli Stati Uniti d'America). Quindi Mills afferma che i rappresentanti della élite non giustificano la loro posizione per il possesso di capacità superiori, ma solo perché si sono installati in posti istituzionali di comando, e porta come esempio la scarsa importanza assunta dagli ex presidenti statunitensi.
Per Mills l'elitismo indica inequivocabilmente il segnale di una degenerazione della democrazia, in quanto lede le garanzie istituzionali.
Questa visione è stata poi criticata da un'analisi svolta nel 1961 da Robert Dahl nella città di New Haven, che giunse a conclusioni opposte, vicine alle tesi del pluralismo, di cui Dahl era esponente e che furono da lui declinate anche nella scienza politica.

### Nella scienza politica
All'elitismo democratico sotteso alla teoria delle moderne società "poliarchiche" (Robert Dahl), è collegata anche la concezione non teleologica del potere politico: essa spiega le alternanze del ceto politico non già come dati patologici, dovuti alla "decadenza" della Costituzione, ma come elementi fisiologici in un sistema politico in cui la selezione deriva da una competizione aperta; è questo il ritratto più proprio della "democrazia dei moderni", caratterizzata dall'attrazione nella contesa politica di sempre nuovi interessi al cui soddisfacimento si candidano volta a volta nuovi soggetti politici; il voto popolare, mediante le elezioni, è la regola procedurale che decide volta a volta quale soggetto politico garantisce un più esteso fronte di interessi emergenti dalla società.
Giovanni Sartori conclude la diatriba teorica, affermando che una teoria della democrazia è davvero tale solo se ricomprende, al suo interno, sia la teoria "variamente detta competitiva, pluralista o schumpeteriana", sia la teoria classica o partecipativa o rousseauviana: "ciò che la democrazia è non può essere disgiunto da ciò che la democrazia dovrebbe essere". Nel suo Democrazia e definizioni (pubblicato originariamente dal Mulino nel 1957) "Sartori riprende e rinnova una tradizione di studi che risale a Max Weber e a Joseph Schumpeter: propone una teoria del funzionamento della democrazia pluralista che tiene insieme il realismo (descrive la democrazia come essa è effettivamente, inevitabilmente controllata e influenzata da élite in competizione fra loro) e la considerazione — un elemento che era stato sottovalutato da Weber e da Schumpeter — di quella che Sartori chiama la «pressione assiologica», il peso che sugli attori esercitano i valori democratici".